# 英風女子高等専修学校
英風女子高等専修学校（えいふうじょしこうとうせんしゅうがっこう）は、大阪市福島区にある高等専修学校。学校法人西口学園が運営する。

## 概要
普通科・ファッション科の２学科を設置する高等専修学校である。2020年4月より女子だけの通信制高校「英風高等学校」を開校。”英風（日本の古事記に登場する言葉）”とは「すぐれた教え」、「立派な姿」を意味する。

### ファッション科
ファッションと美容に関する基礎的な知識と技術を学ぶ。
美容は、ネイルやヘアメイクについて、ファッションは、デザイン画の描き方やパターンメーキング、縫製技術など、洋服づくりの基礎から応用までを学ぶ。
洋裁技術検定、ファッション販売能力検定、ファッション色彩能力検定、ネイリスト技能検定などの資格取得も可能。

### 普通科
基礎学力の向上と製菓、マンガの基礎的な知識と技術を学ぶ。
英検、漢検、数検、菓子検定などの資格取得サポートも行っている。

### その他
- 専用の教材を使用し、学び直し、基礎学力の向上を目指し、専門学校だけでなく、大学等への進学を目指す生徒も増えている。
- 通信制・単位制・普通科の英風高等学校と技能連携することによって、高等学校卒業資格の取得も可能となっている。
- 個別学習クラスを設置し、不登校生支援にも力を入れている。

## 沿革
- 1953年 - 新橋洋裁学院として、大阪市福島区に創立。
- 1967年 - 学校法人西口学園を設立。
- 1975年 - 向陽台高等学校の連携校として認可される。
- 1977年 - 野田文化服装専門学校、阪神家政専門学校（専門課程、高等課程）を設置。
- 2014年 - 英風女子高等専修学校へ改称。普通科新設。
- 2015年 - 普通科に製菓とマンガのカリキュラムを導入。
- 2020年 - 英風高等学校（通信制・単位制・普通科／女子のみ）を開校。
- 2024年 - 英風女子高等専修学校を募集停止。英風高等学校に統合。

## 学科
- 普通科
- ファッション科

## 交通
- 大阪環状線野田駅・大阪メトロ千日前線玉川駅 徒歩約5分
- 阪神本線野田駅　徒歩約12分
- JR東西線海老江駅　徒歩約12分